# Breitnau
Breitnau è un comune tedesco di 1 959 abitanti, situato nel land del Baden-Württemberg.
Sul territorio comunale si trova la Ravennabrücke, un viadotto ferroviario della linea Höllentalbahn costruito sopra l'imponente gola chiamata Ravennaschlucht.